# Stamatios Masouris
Stamatios Masouris (griechisch Σταμάτιος Μασούρης) war ein griechischer Leichtathlet, der an den Olympischen Sommerspielen 1896 in Athen teilnahm. Er trat zum Marathonlauf von der Stadt Marathon bis nach Athen an. Masouris konnte den achten Platz erringen.